# Les Sylphides

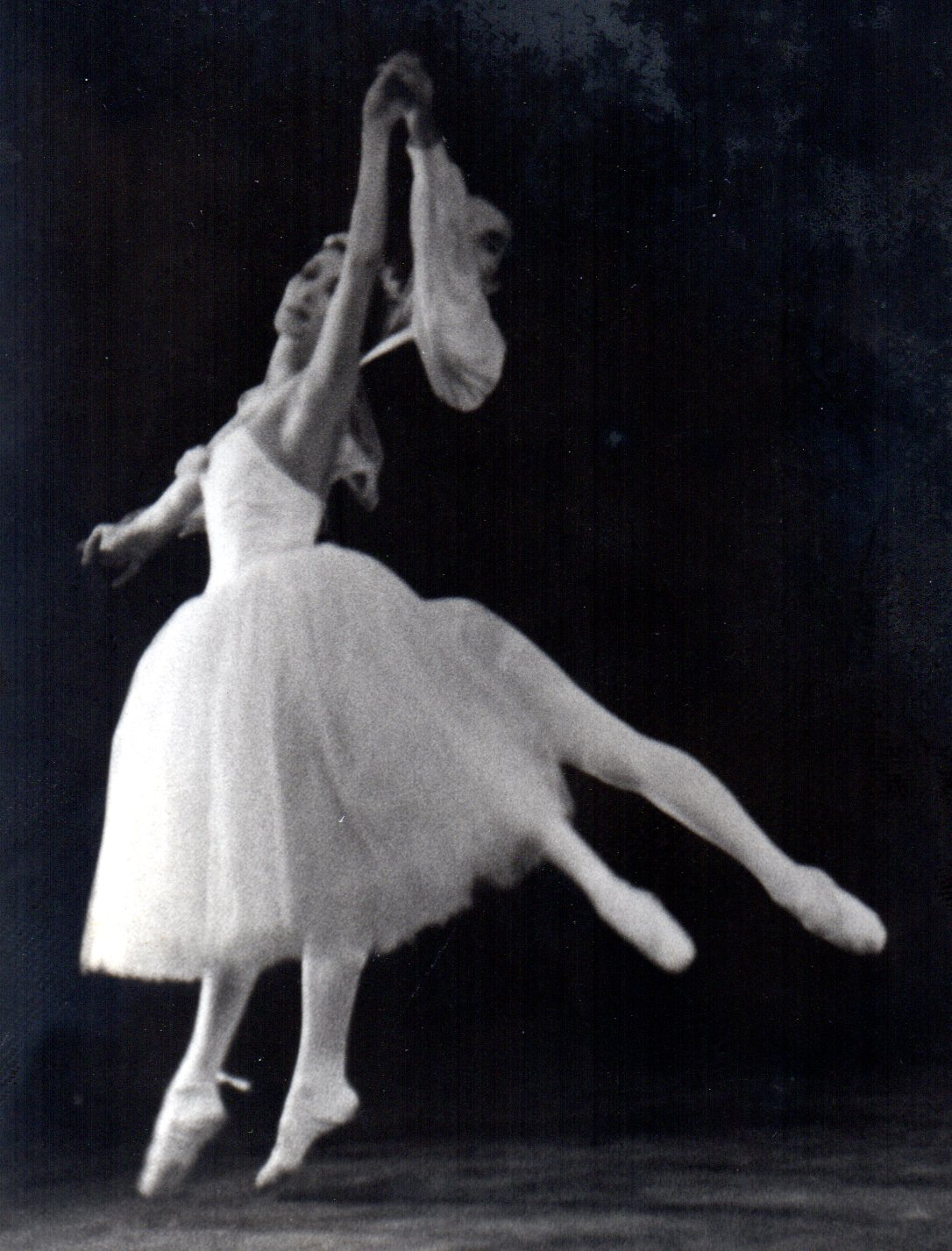
De pas de deux van de Poëet en een nimf

Les Sylphides (Russisch: Сильфиды, Silfidy) is een kort ballet blanc in één bedrijf. Het Mariinskiballet bracht het stuk als Chopiniana in première in 1907, in het Mariinskitheater te Sint-Petersburg. Het ballet werd herwerkt tot Les Sylphides voor de première door de Ballets Russes, op 2 juni 1909 in het Théâtre du Châtelet te Parijs. De choreografie is van Michel Fokine op muziek van Frédéric Chopin, bewerkt door Aleksandr Glazoenov. Voor de première van 1909 bewerkten Anatoli Ljadov, Sergej Tanejev, Nikolai Tsjerepnin en Igor Stravinsky de partituur.
Het ballet combineert de techniek van klassieke dans met romantische beeldtaal en een innovatieve choreografie. Les Sylphides heeft geen plot, maar gaat volledig over stemming en dans. Het stuk toont verschillende in het wit geklede nimfen die in het maanlicht dansen met een jonge man, de Poëet.

## Choreografie
Verhaal is bijna volledig afwezig in Les Sylphides, wat ruimte laat voor de dans in eigen recht. Hierin komt choreograaf Michel Fokine in opstand tegen de conventies van klassiek ballet. Toch wijkt Fokine niet volledig af van de academische techniek. Wel vult hij die aan met nieuwe vormen, onder meer op basis van indrukken nagelaten door de Amerikaanse moderne danseres Isadora Duncan. De romantische beelden in Les Sylphides zijn dan ook vooral een voorwendsel voor expressieve dans.
De wals voor Chopiniana typeerde zich al door snelle, kleine passen die een vrolijkheid uitdrukken. Bij de eerste mazurka 'vloog' de ballerina door de lucht door juist heel grote sprongen te maken. Fokine werkte ook een pas de deux met een nieuw type lift uit voor Anna Pavlova en Vaslav Nijinsky. In de herziene versie uit 1909 vulde Fokine zijn choreografie aan met dans-beelden, zoals hij deze gebruikte in de danssolo De stervende zwaan. Die expressieve en gecondenseerde choreografie is schatplichtig aan Lev Ivanovs tweede bedrijf van Het zwanenmeer.
Een andere innovatie van Fokine is het gebruik van het corps de ballet als een artistiek medium op zich. Voordien was het corps de ballet slechts een achtergrond voor de prima ballerina. De choreografie van Les Sylphides vereist een persoonlijkheid en beheersing van techniek van alle dansers buiten de massa om. Danstechnisch vormen vooral de nimfachtige armbewegingen een struikelblok. De danseressen moeten het zachtjes fladderen met de vleugels uitbeelden. Hoewel de choreografie een helder ontwerp kent, zijn zulke details van belang voor de vervollediging van de scène.

## Muziek
In 1892 herwerkte Russisch componist Aleksandr Glazoenov muziek van Frédéric Chopin tot een suite voor orkest. Deze Chopiniana (Opus 46) werd in december 1893 aan het publiek voorgesteld onder dirigent Nikolai Rimsky-Korsakov. Michel Fokine ontwierp in 1908 enkele ongerelateerde dansen voor een ballet met dezelfde naam.
Voor een nieuwe versie van het ballet door de Ballets Russes in 1909 liet Sergej Diaghilev ook de muziek aanpassen. Anatoli Ljadov, Sergej Tanejev, Nikolai Tsjerepnin en Igor Stravinsky pasten de partituur aan. Slechts één wals van Gloezanov bleef onveranderd. De nieuwe selectie muziek bestond uit een muziek, een wals, twee mazurkas, een prelude en nog twee walsen. De stukken bleven onderling ongerelateerd, maar Fokine vond een stemming die hij in het ballet tot uitdrukking bracht. Les Sylphides geeft, op de eerste mazurka en de finale wals na, pathos en ijdelheid mee.

## Kostuums en decor
Alexandre Benois deed het setontwerp voor Les Sylphides. Léon Bakst was verantwoordelijk voor de kostumering bij de Ballets Russes. De vormgeving van Les Sylphides grijpt terug op de romantische beeldtaal van 19e-eeuws ballet. Het donkere woud met de abdijruïne en de ontmoeting tussen een jongeman en nimfen waren een onderdeel in romantische balletten zoals La Sylphide (1832) en Giselle (1841). Léon Bakst baseerde zich zelfs voor de tutu van Anna Pavlova op afbeeldingen van Marie Taglioni in La Sylphide. Later werd gekozen om alle ballerina's en het corps de ballet in traditionele witte tutu's uit te dossen. Hierdoor werd Les Sylphides een ballet blanc. Op de rug van de dansers werden transparante vleugels bevestigd. Het kostuum voor de Poëet bestond uit een zwarte tuniek en een witte maillot.

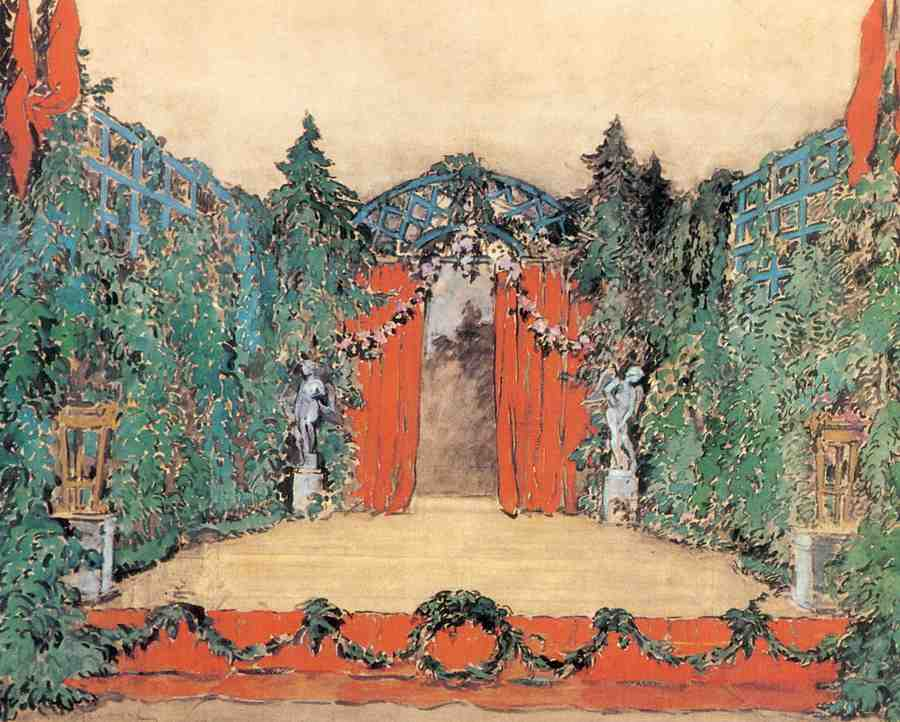
Benois' ontwerp van het doek voor de Ballets Russes
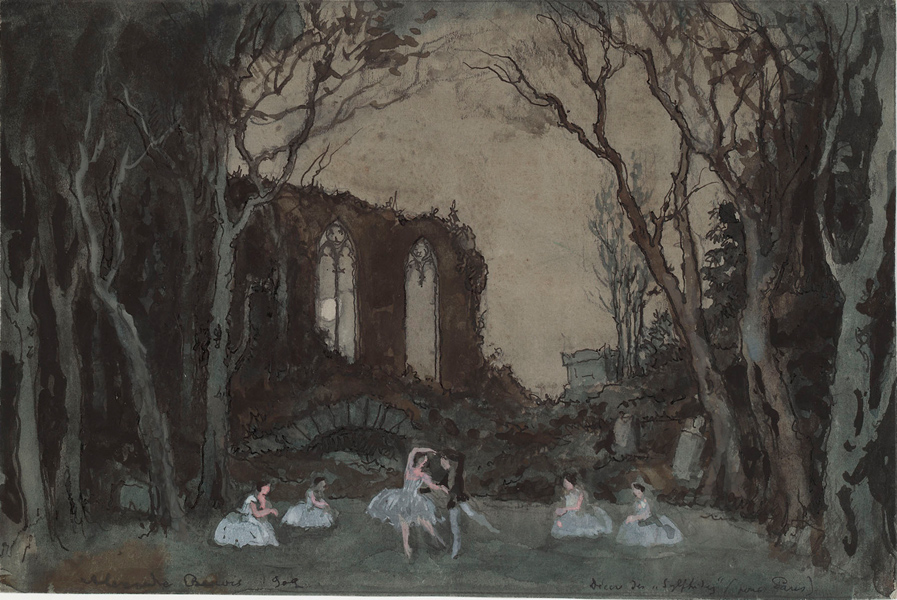
Setontwerp van Alexandre Benois voor de Ballets Russes
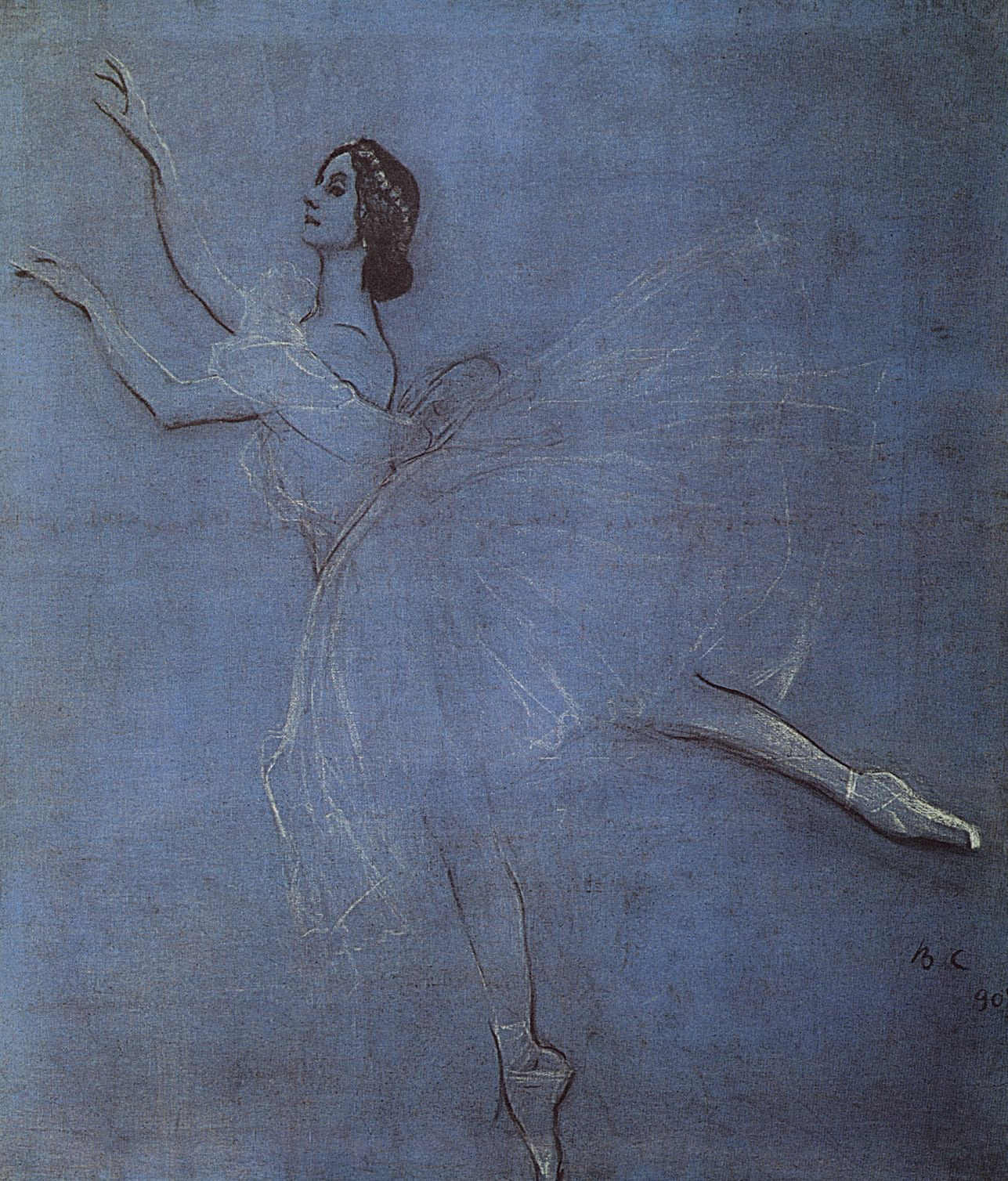
Anna Pavlova als een van de nimfen (1909)

## Producties
|                                                                          |  |  |
| Anna Pavlova als nimf in Les Sylphides (links) en in Chopiniana (rechts) |  |  |

Het idee voor Les Sylphides kwam van choreograaf Michel Fokine, nadat hij de suite Chopiniana van Aleksandr Glazoenov bijwoonde. Fokine werkte een aantal niet-gerelateerde dansen op de muziek uit. Het ballet ging in 1908 in première als Chopiniana bij het Mariinskiballet, toen nog het Keizerlijk Ballet, te Sint-Petersburg.
Chopiniana was zo'n succes dat Fokine het ballet herwerkte tot een artistiek geheel voor Sergej Diaghilevs Ballets Russes. Dit gezelschap bracht het in première in 1909 te Parijs. Setontwerper Alexandre Benois suggereerde de nieuwe titel, Les Sylphides, in verwijzing naar het ballet La Sylphide uit 1832. Benois ontwierp het decor voor de nieuwe uitvoering. Anna Pavlova, Tamara Karsavina en Olga Preobrajenskaja dansten in een hoofdrol. Vaslav Nijinsky was te zien als de Poëet.
Het Vic-Wells Ballet nam het stuk in het repertoire op in 1932. Dit gezelschap bracht een eerste revival in 1939. Een tweede revival kwam er in 1946 voor hun eerste seizoen als het Sadler's Welss Ballet in Covent Garden. De decors waren gebaseerd op Benois' setontwerpen uit 1909. In 1946 dansten Margot Fonteyn en Pamela May de hoofdrollen in afwisseling met Beryl Grey en Gerd Larsen. Moira Shearer danste als ballerina mee in alle voorstellingen.
Michel Fokine hernam Les Sylphides zelf in 1936 voor het René Blum Balletgezelschap. In 1937 werd het stuk opgevoerd door de Ballet Russe de Monte Carlo. Choreografe Alexandra Danilova maakte een versie voor het New York City Ballet in 1972.